# ChromeOS
ChromeOS (voorheen Chrome OS) is een besturingssysteem dat is ontwikkeld door Google. Het is gebaseerd op de webbrowser Google Chrome, een opensource versie van Linux kernel en Gentoo Linux Het was aanvankelijk gericht op netbooks en eenvoudige laptops en draait op Chromebooks. Wanneer Chrome OS gebruikt wordt op een desktop spreekt men van een Chromebox.

## Technologie
Google Chrome OS kan draaien op x86- en ARM-processoren. Google Chrome OS is verwant aan het Android besturingssysteem dat draait op smartphones. De mogelijkheid bestaat dat Android en Chrome OS in de toekomst deels kunnen worden samengevoegd.
Google werkt onder andere samen met Adobe, Acer, ASUS, Freescale, Intel, Qualcomm, Rockchip, Texas Instruments, Toshiba, Lenovo en HP.

## Ontwerp
Google kiest met Google Chrome OS voor een nieuwe benadering om een besturingssysteem te laten functioneren: in Google Chrome OS draait de webbrowser Google Chrome in een windowmanager boven op de Linuxkernel. Het achterliggende idee is gebaseerd op cloudcomputing waarbij het web de standaard is en softwareontwikkelaars zich kunnen richten op de ontwikkeling van webapplicaties. Deze webapplicaties kunnen draaien op zowel Google Chrome OS als op reeds bestaande besturingssystemen via een webbrowser. De gebruikersinterface en het gebruik van geheugen en andere systeembronnen van Google Chrome OS wordt zo klein mogelijk gehouden. Omdat het zo'n klein systeem is, kan een computer met Google Chrome OS binnen 8 seconden opstarten.
Google heeft aangekondigd dat het een veilig besturingssysteem heeft ontwikkeld waarbij gebruikers zich niet hoeven te bekommeren over virussen, malware en updates. Elke tab draait in een aparte sandbox.
Google Chrome OS draait het best op systemen met een solid state drive (SSD). Er zijn geen traditionele applicaties beschikbaar, zoals men op een desktop computer met een besturingssysteem zoals Microsoft Windows kan installeren; men kan wel bepaalde apps uit Google Play installeren. Verder heeft de gebruiker de mogelijkheid om diverse webapplicaties via de ingebouwde webbrowser Google Chrome te gebruiken. De data van de gebruiker wordt versleuteld opgeslagen op de SSD en wordt voortdurend gesynchroniseerd met de online diensten die gebruikt worden. Er is een mogelijkheid om een Linux container te installeren, waardoor een volledige Linux ontwikkelingsomgeving beschikbaar komt.

## Geschiedenis
Het project werd op 8 juli 2009 aangekondigd op de officiële Google-blog. Op 19 november 2009 werd de broncode van Google Chrome OS vrijgegeven als opensource onder de naam Chromium OS. De eerste Chromebooks werden tegen 15 juni 2011 verwacht. In 2023 kondigde Google aan om Microsoft 365 en Microsoft OneDrive beter te ondersteunen.

## Varianten
Chromium OS als open source project en Chrome OS zijn grotendeels gebaseerd op dezelfde broncode. Er zijn een aantal verschillen, waaronder:
- Chromium OS is open source software; Google Chrome OS is propriëtaire software van Google Inc.
- Chromium OS kan worden geïnstalleerd op een standaard pc of een Raspberry Pi 4; Google Chrome OS draait alleen op speciaal geoptimaliseerde hardware.
- Chromium OS ondersteunt alleen handmatige updates; Google Chrome OS ondersteunt alleen automatische updates.

Op 16 februari 2022 kondigde Google een versie aan van ChromeOS Flex, dat eenvoudig kan worden geïnstalleerd via het Chromebook recovery utility op conventionele pc-hardware die mogelijk Windows 11 niet meer ondersteunt. Tijdens het installeren gebruikt het een tijdelijke USB boot stick die kan worden aangemaakt met een Chrome browser. Het systeem is afgeleid van CloudReady, dat in 2020 door Google werd overgenomen. ChromeOS Flex heeft een aantal beperkingen (geen Play Store en dus geen Android-apps, inloggen via PIN-code is niet mogelijk, de Linux container is niet beschikbaar).
Voor Raspberry Pi bestaan er een verschillende versies van FydeOS of Chromium OS, afhankelijk van de onderliggende hardware.